# Crocetta (Torino)
La Crocetta (La Crosëtta in piemontese) è un quartiere della Circoscrizione 1 di Torino, situato a sud rispetto al centro storico cittadino. Storicamente una delle zone residenziali di maggior prestigio, raggiunse il suo massimo sviluppo tra il XIX secolo e gli anni 1930, mantenendo la fama di quartiere di medio-alta borghesia. Dagli anni 1950 è conosciuto anche per ospitare l'attuale sede del Politecnico di Torino.

## Geografia
Il quartiere confina ad ovest, attraverso la "spina centrale" (ovvero l'asse viario torinese nord-sud) con gli adiacenti quartieri Cenisia e Borgo San Paolo, tramite corso Castelfidardo (che attraversa il Politecnico di Torino) e corso Mediterraneo. Di moderna costruzione, l'asse viario è stato costruito dopo l'interramento della ferrovia Torino-Milano e la sostituzione della storica Stazione di Porta Susa con il passante ferroviario, che facilita i collegamenti fra le stazioni del Lingotto, di Torino Porta Nuova e la nuova di Porta Susa.
Il resto del quartiere è delimitato:
- a nord, da Corso Vittorio Emanuele II (confine con il Centro storico)
- a est, dalla ferrovia (non seguendo la diramazione; confine con San Salvario)
- a sud, da Corso Monte Lungo - Corso Lepanto - Corso Bramante (confine con Santa Rita e Filadelfia)
- ad ovest, da Corso Castelfidardo - Corso Mediterraneo - Largo Orbassano - Corso IV Novembre (confine con Cenisia, Borgo San Paolo e Santa Rita)

Oltre allo storico borgo della Crocetta, sviluppatosi intorno all'omonima chiesa e oggi storica area mercatale, esistono due altre sottozone del quartiere ben distinte:

### Borgo San Secondo

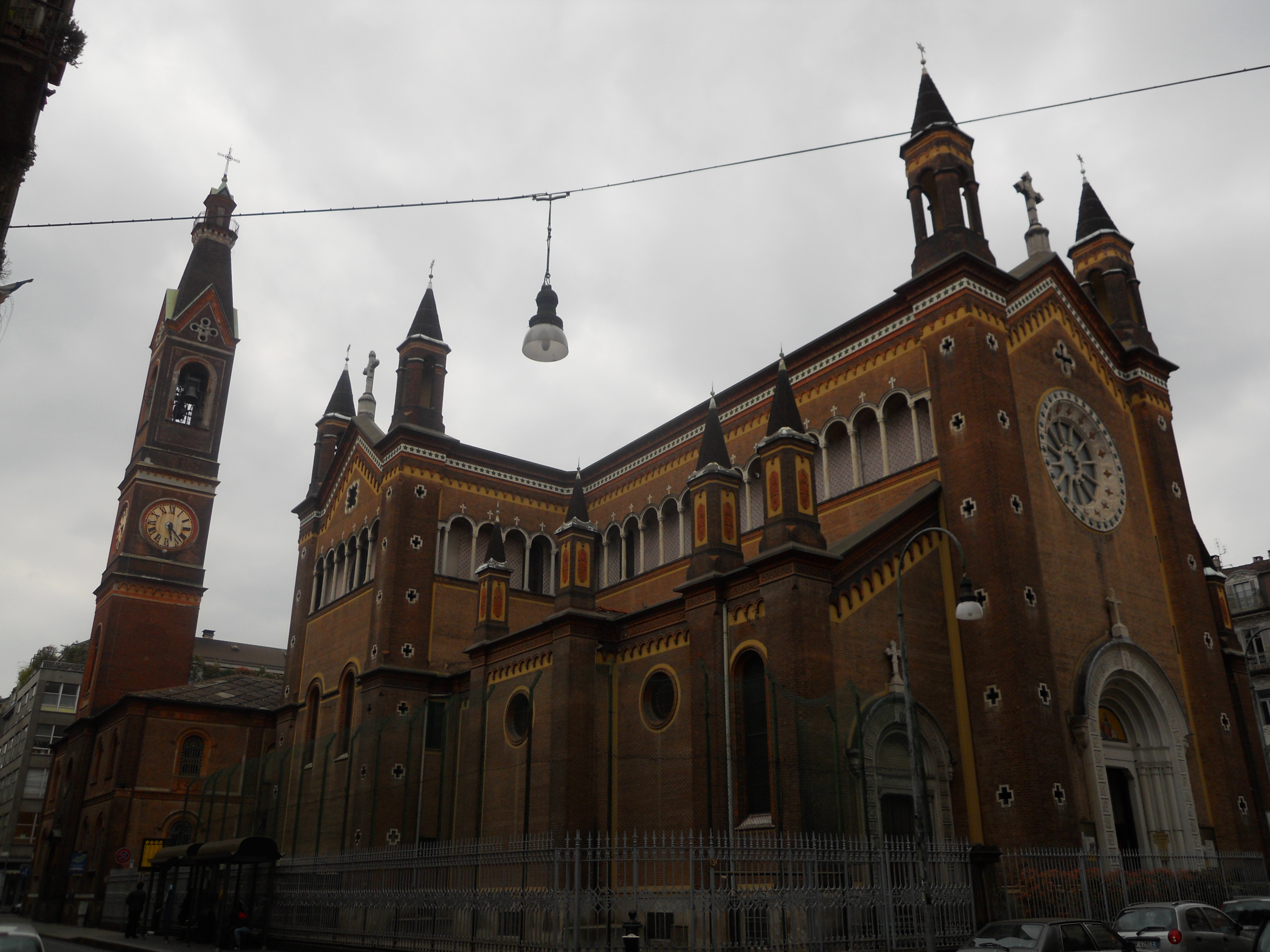
Chiesa parrocchiale di San Secondo

È la parte orientale del quartiere, compresa tra Corso Re Umberto e via Sacchi (verso la stazione ferroviaria di Porta Nuova). Questo nucleo nacque intorno al 1850, a causa dello spostamento della precedente Piazza d'Armi militare a occidente del corso Re Umberto, e fu così denominato dalla chiesa, tuttora esistente, sulla via omonima, costruita nel 1867 per volontà di san Giovanni Bosco su progetto di Luigi Formento, e consacrata nel 1882. Curiosa fu l'accesa polemica dell'epoca in merito alla titolazione della parallela via Massena, poiché dedicata all'omonimo generale napoleonico francese e quindi, a tutti gli effetti, ad un invasore della città nei primi dell'Ottocento.

### Santa Teresina
È la parte sud-occidentale del quartiere, compresa fra i corsi Luigi Einaudi, Duca degli Abruzzi e Mediterraneo. Precedentemente abitata soprattutto da operai della ditta di liquori Martini & Rossi (1887-1902 circa), è oggi conosciuta come Santa Teresina per via della omonima parrocchia (angolo via da Verazzano), dedicata a santa Teresina del Bambino Gesù Bambino, edificata nel 1934 per volere di don Bruno Garavini, su progetto architettonico di Ronchetta e Dardarelli. L'edificio attuale, tuttavia, di curiosa architettura con il tetto costituito di varie sezioni triangolari, risale ad un'idea del 1957 degli architetti Fasana, Varaldo, Zuccotti e dell'ingegner Reineri . 
Dal 2010 ha qui sede Lanterna Magica.

## Storia

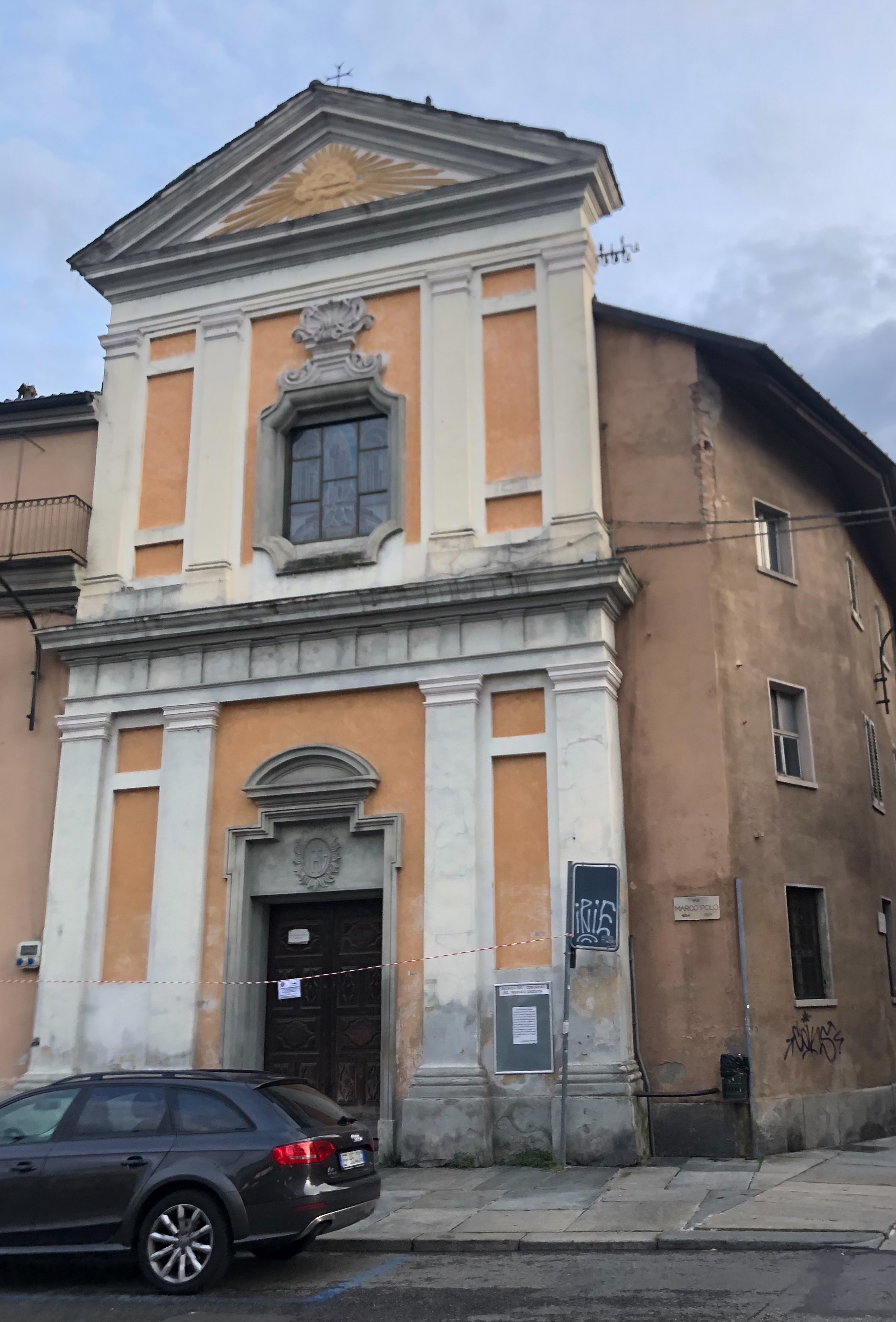
La chiesa vecchia della Crocetta, risalente al 1618, che dà il nome al quartiere

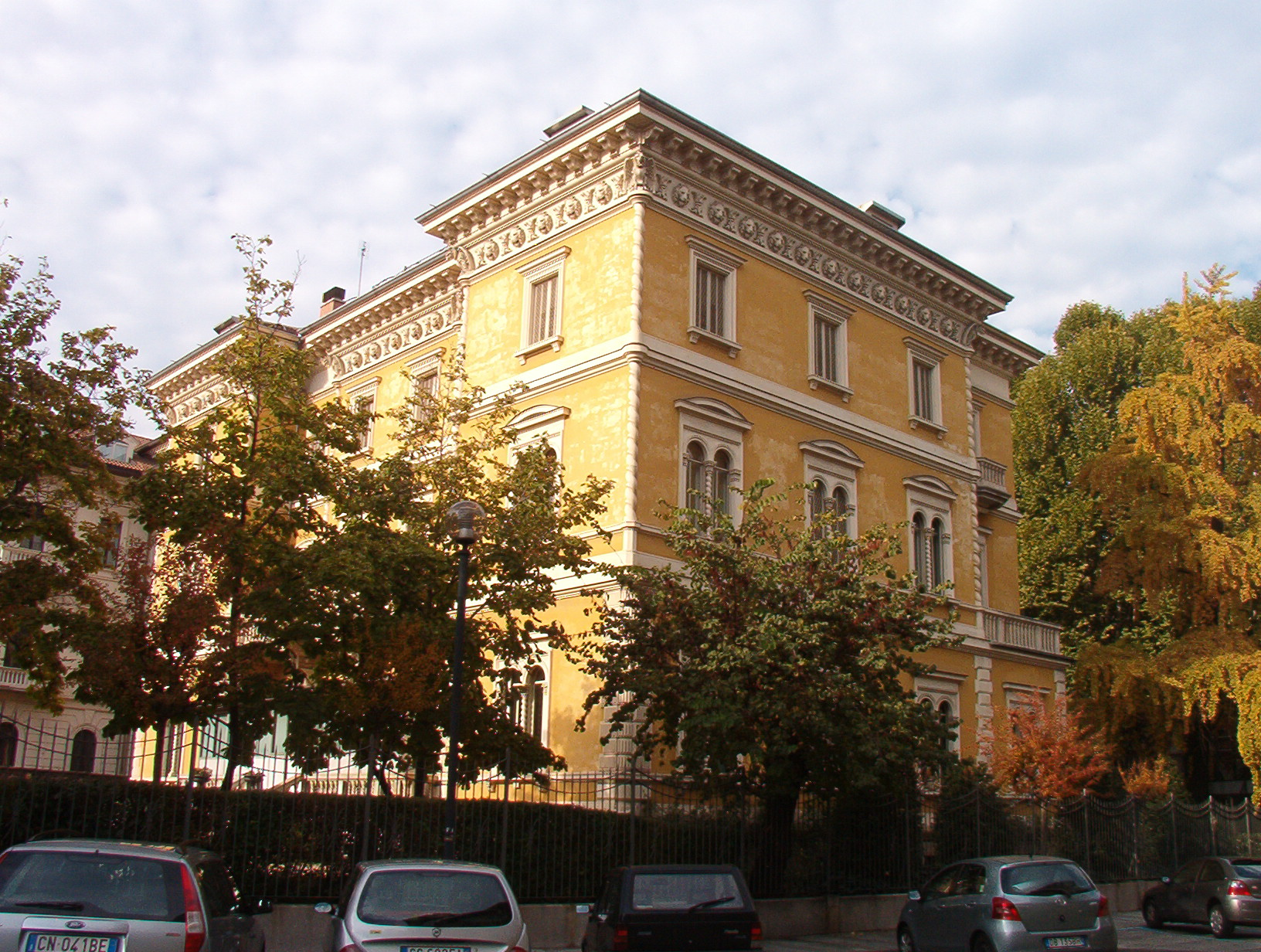
Tipica casa liberty della Crocetta

In origine, il borgo Crocetta, nell'allora periferia torinese, si sviluppò principalmente intorno alla chiesa cattolica della Beata Vergine delle Grazie (l'originale datata 1618 circa, e quella nuova al 1889), ed altresì chiamata semplicemente "Chiesa della Crocetta". La parrocchia, che voleva rendersi indipendente rispetto a quella del borgo del Lingotto (1686), fu eretta nei terreni della regione Tauley, in prossimità dell'incrocio tra corso Galileo Ferraris (all'epoca la strada che usciva da via della Consolata, poi chiamata corso Siccardi) e corso Einaudi (all'epoca il tratto orientale di corso Peschiera). 
Il nomignolo "Crocetta" derivò dal fatto che la parrocchia fu lungamente gestita dall'ordine religioso dei Padri Trinitari, il cui simbolo era, appunto, una piccola croce uncinata rossa e azzurra in campo bianco.
Un ampio spazio tra il nascente borgo Crocetta e il centro della città fu occupato dalla Piazza d'Armi militare, tra il 1872 al 1909, in sostituzione delle due vecchie Piazze d'Armi poste più a nord, oltre corso Vittorio Emanuele II, più vicine allo storico Mastio della Cittadella: erano quelle dette di "San Secondo" (operativa nel periodo 1810-1850 tra corso Oporto (oggi Matteotti)-via Camerana-via Assietta-corso Galileo Ferraris) e quella temporanea del periodo 1851-1872, situata tra i corsi Oporto-Re Umberto-Duca di Genova (oggi Stati Uniti)-Vinzaglio.

La Piazza d'Armi detta di "Crocetta", utilizzata per esercitazioni e parate, sorgeva invece nell'area dove oggi c'è il Politecnico di Torino, compresa anche la zona pedonale antistante. In realtà, abbattuta la suddetta Piazza d'Armi nel 1909, vi fu costruito un imponente complesso sportivo polivalente, denominato Stadium, capace di 70000 spettatori, in occasione dell'Esposizione internazionale di Torino (1911). Tuttavia questa struttura sportiva ebbe vita breve e fu abbattuta nel 1947 per dar spazio alla nuova ed attuale sede del Politecnico di Torino, eretta tra il 1948 e il 1958.

### La zona pedonale "Liberty"

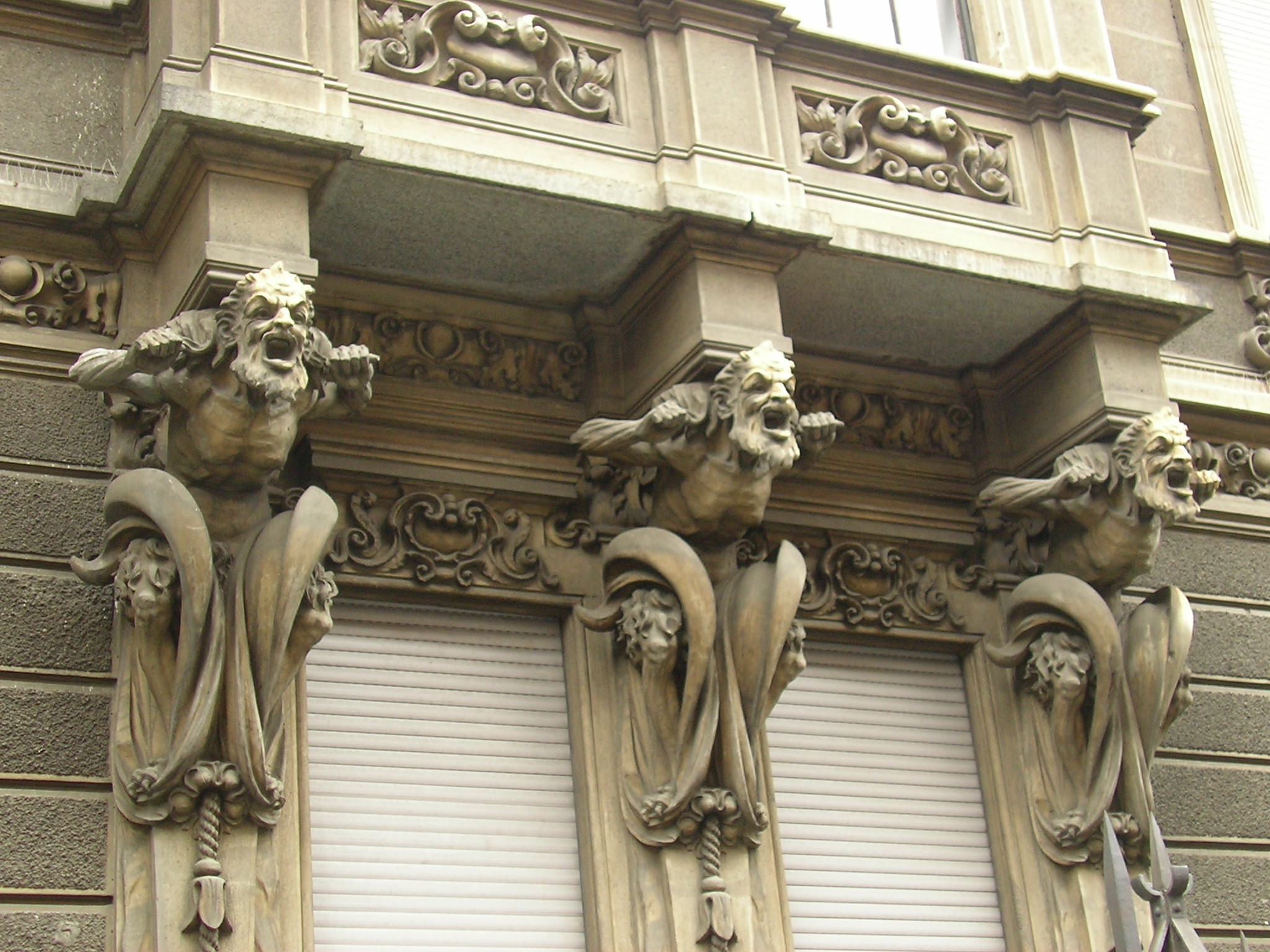
Facciata di abitazione in via La Marmora

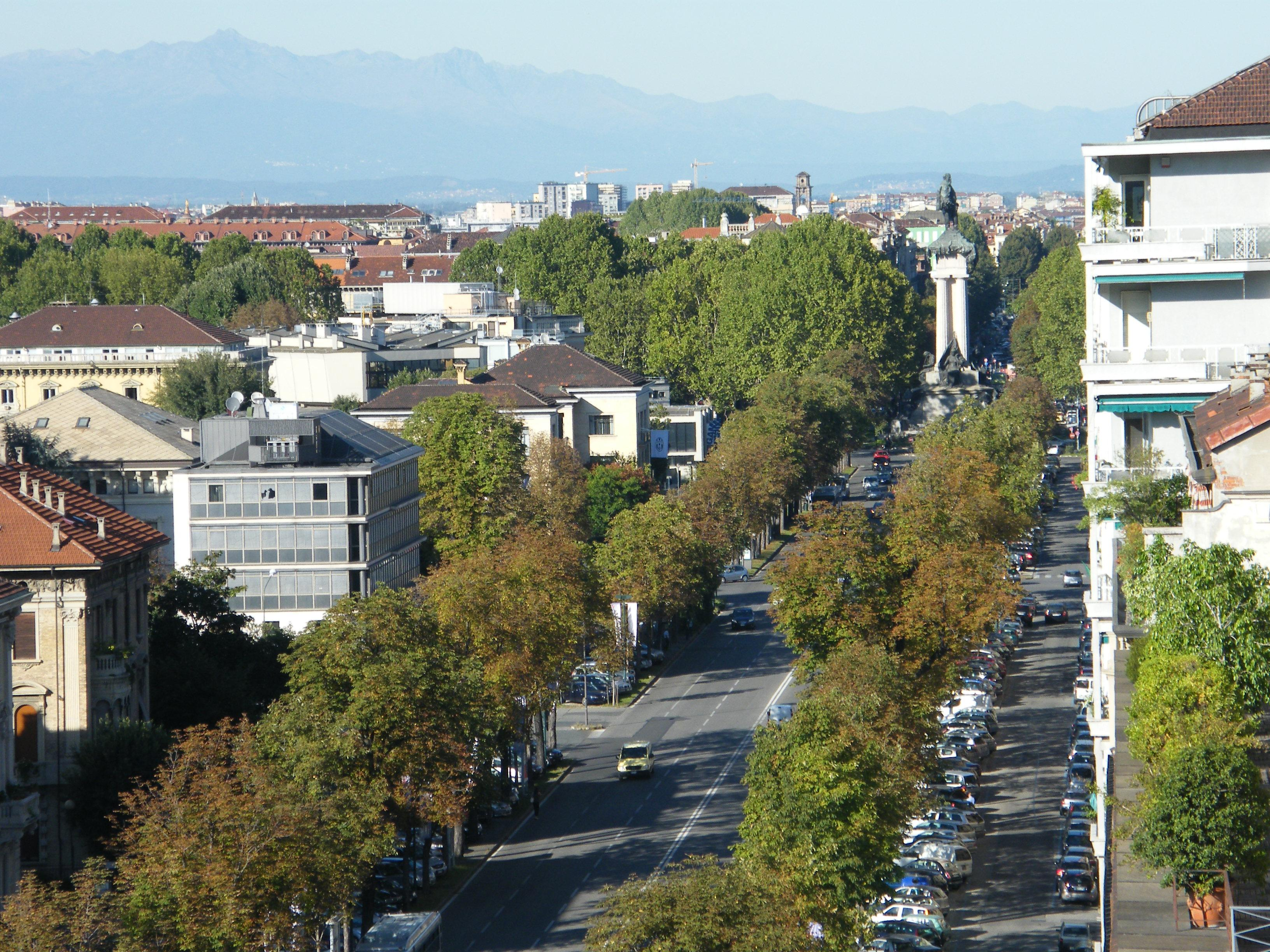
Corso Galileo Ferraris e, sullo sfondo, il monumento a Vittorio Emanuele II

Nella zona antistante all'attuale Politecnico, tra il 1903 e il 1937 furono tracciate tre nuove direttrici viarie, ovvero corso Duca d'Aosta, corso Trento e corso Trieste. 
Fu realizzata una prestigiosa area residenziale, che comprendeva eleganti edifici progettati dai maggiori protagonisti dell'architettura dell'epoca, quali Pietro Fenoglio e Giuseppe Momo, caratterizzati da stilemi architettonici eclettici, neogotici e, soprattutto, liberty. Quest'area, racchiusa tra corso Einaudi, corso Duca degli Abruzzi, corso Montevecchio e corso Galileo Ferraris, fu poi resa pedonale il 9 agosto 1974 dalla giunta del sindaco Giovanni Picco.
Il liberty torinese, misto allo stile eclettico degli anni 1920, fu talmente di moda che non solo fu applicato agli edifici antistanti al Politecnico, ma in molti altri edifici del quartiere.
All'ingresso occidentale della suddetta zona pedonale, ovvero su corso Duca degli Abruzzi, proprio davanti all'ingresso del Politecnico, si apre la piazzetta Duca d'Aosta, altrimenti detta "piazzetta del Fante" per via della statua dedicata al "Fante d'Italia", opera bronzea di Angelo Balzardi, eretta per il centenario dell'Unità d'Italia (1961).

### Ospedale Mauriziano
L'ospedale, sito sull'antico corso Stupinigi (oggi corso Turati), è la nuova sede di quello che fu l'antico presidio sanitario di via Milano 20, voluto nel 1885 dal sabaudo Ordine dei Santi Maurizio e Lazzaro, costruito, per questioni igieniche, il più distante possibile dall'allora centro storico della città. Progettato da Giovanni Spantigati e Ambrogio Perincioli e intitolato al re Umberto I di Savoia, fu ancora rimaneggiato da Giovanni Chevalley nel 1925. Bombardato più volte durante il secondo conflitto mondiale, fu più volte ristrutturato ed è tuttora funzionante come Azienda Ospedaliera con annesso pronto soccorso. Nel 2018 la Chirurgia generale e oncologica dell'ospedale si è aggiudicata il primo premio mondiale per il miglior intervento chirurgico epatico in video.

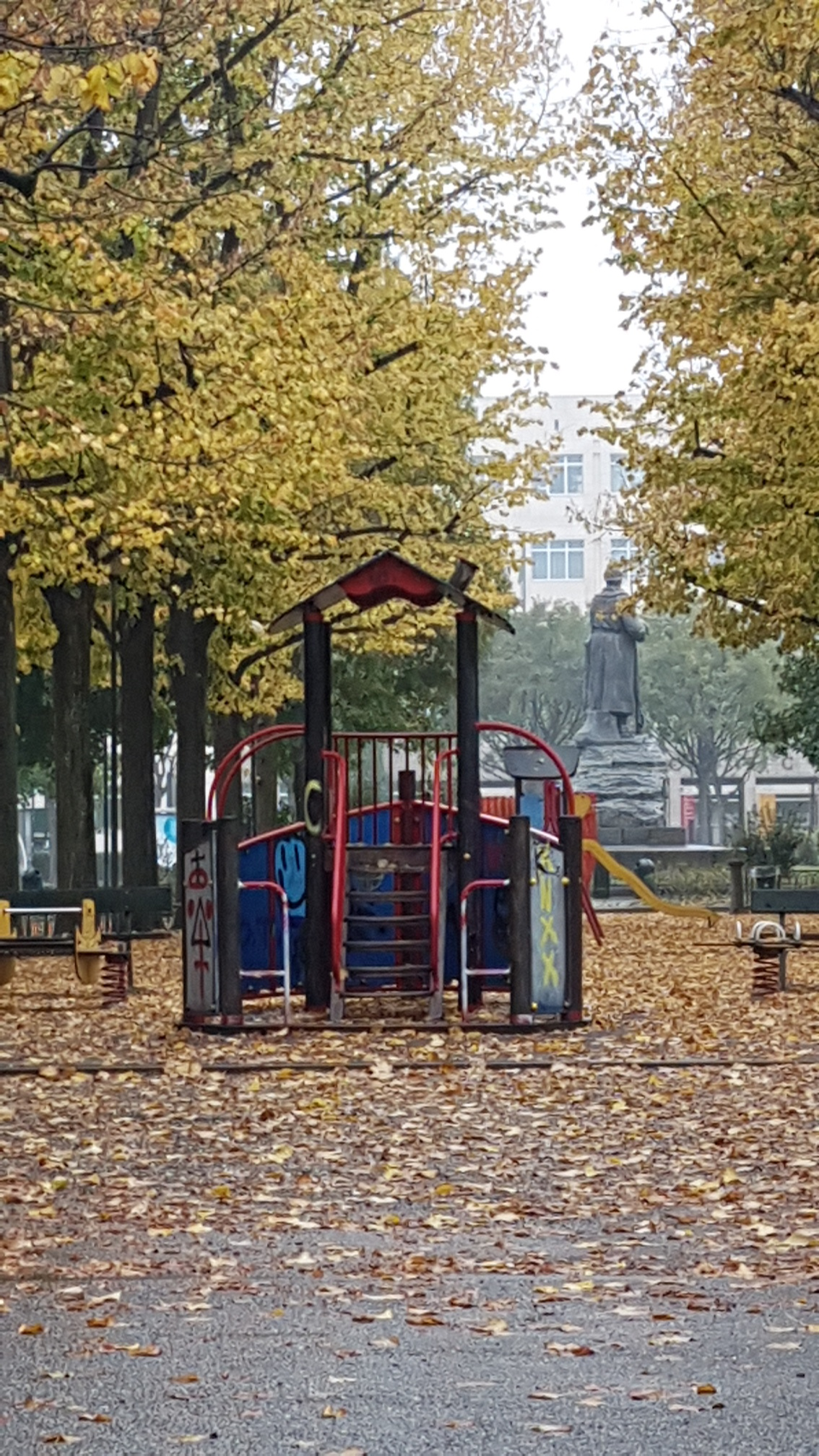
Il parco giochi di corso Duca d'Aosta in una domenica di pioggia

### Spina Centrale e Iglù di Merz
Nel 1997, con l'interramento della ferrovia Torino-Milano e della stazione di Porta Susa, iniziarono i lavori di ampliamento e riqualificazione viaria, a ridosso del vicino quartiere Borgo San Paolo, di quella che diventerà la Spina Centrale, nel suo tratto meridionale denominato "Spina 1" che connette largo Orbassano con corso Mediterraneo e corso Lione, ovvero la zona di Santa Teresina.

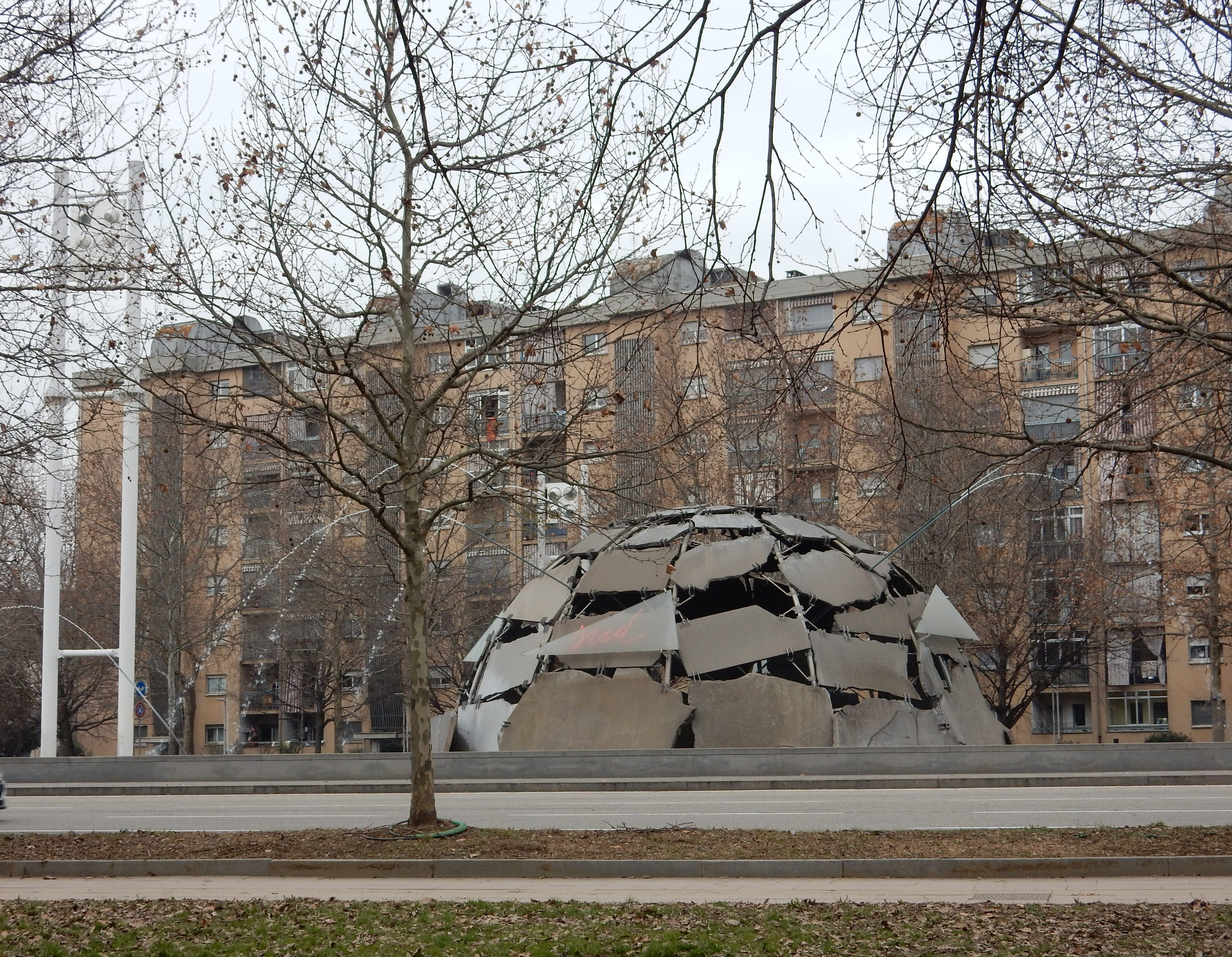
Iglù di Merz

Qui, presso la rotonda di corso Mediterraneo, nel 2003 fu posta l'opera d'arte moderna Fontana Igloo, di Mario Merz, di discussa interpretazione, creata in lamiera, ferro e vetro.

L'asse viario quindi, prosegue a nord su corso Castelfidardo, ovvero tra il Politecnico e l'ex comprensorio delle Officine Grandi Riparazioni OGR (già quartiere Cenisia). Qui, all'incrocio tra corso Castelfidardo e corso Stati Uniti, nel 2004 furono posti una locomotiva a vapore storica ed un treno ad alta velocità Frecciarossa, come simbolo del progresso delle ferrovie torinesi, che proprio in quest'area si svilupparono agli inizi degli anni 1920. L'asse viario e il quartiere Crocetta terminano poco più a nord, in corso Vittorio Emanuele - zona stazione Porta Susa.

### Monumento a Vittorio Emanuele II

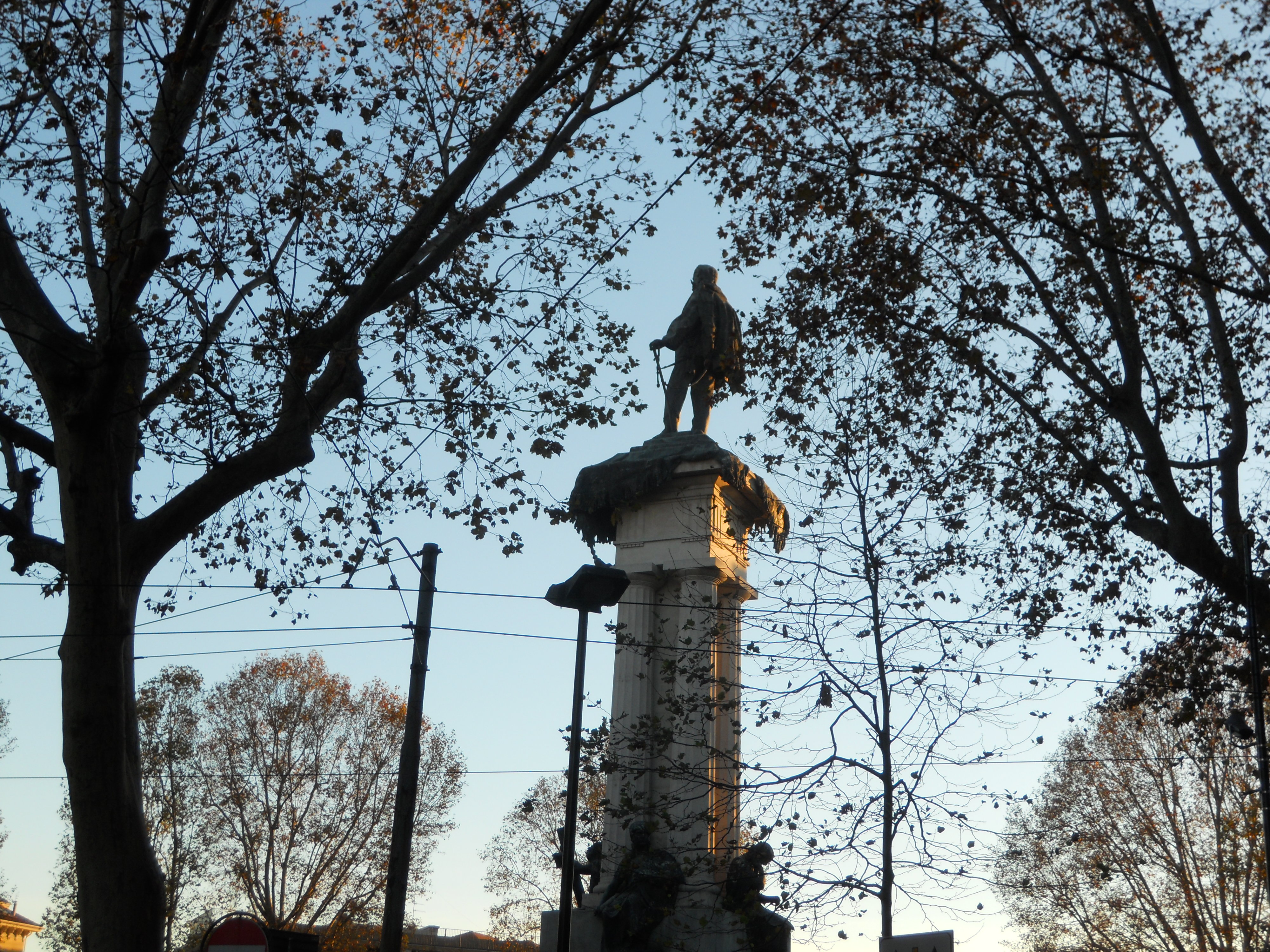
Il monumento a Vittorio Emanuele II

Sito nella rotonda-largo omonimo, all'incrocio tra corso Galileo Ferraris e corso Vittorio Emanuele II, alto ben 39 metri, fu eretto nel 1899 per volere di Umberto I di Savoia in ricordo di suo padre, Vittorio Emanuele II, primo re d'Italia, raffigurato in piedi, a vent'anni dalla sua morte, mentre volge le spalle alla Francia.

## Altri monumenti e luoghi d'interesse
- Palazzo Ceriana Mayneri, situato in corso Stati Uniti 27, progettato da Carlo Ceppi in occasione dell'Esposizione generale italiana del 1884, sui terreni di proprietà del conte Ludovico Ceriana-Mayneri; dal 1956 è diventato sede centrale del Circolo de La Stampa
- Casa Avezzano
- Casa Grometto Sogno, sita in corso Re Umberto angolo corso Sommeiller, opera degli architetti Gottardo Gussoni ed Ermanno Vivarelli (1911)
- Villa Frassati, sita in corso Trento angolo corso Galileo Ferraris, realizzata da Giuseppe Momo nel 1916, di proprietà dell'editore e politico Alfredo Frassati. Vi abitò anche il figlio, il beato Pier Giorgio Frassati, che ivi morì, in giovane età, nel 1925
- Villa Verrua-Rignon, sita all'angolo sud-orientale del quartiere tra corso Galileo Ferraris e corso Einaudi, con un piccolo parco, cinto da mura; fu eretta all'inizio del XVIII secolo per i nobili Scaglia di Verrua (già proprietari del palazzo di via Stampatori), poi ceduta alla nota famiglia torinese Rignon verso gli inizi del XIX secolo
- Chiesa di Madonna di Pompei, situata in via san secondo 90, fu costruita tra il 1962 e il dicembre 1966, su progetto e direzione dell’architetto don Giuseppe Strina.[7]
- Chiesa di San Giorgio Martire, situata in via Spallanzani, costruita tra il 1956 e il 1959. Dietro l'altare è presente una grande pala (10m per 5m) raffigurante San Giorgio dell'artista Giancarlo Gallino. L'altare è decorate in bronzo da Giuseppe Mori.[8]
- Chiesa dei Santi Angeli Custodi, situata in via San Quintino, fu costruita in stile tardo eclettico tra il 1884 e il 1890 su progetto dell'ingegnere Giuseppe Tonta. All’interno sono presenti dipinti del pittore Enrico Reffo, due altari laterali dedicati a san Giuseppe e Teresa, a sinistra, e a Maria patrona degli agonizzanti, a destra, decorati con dipinti dei pittori Morgari, Sabbione e Reffo. Il pulpito marmoreo, con angeli in bronzo, è di C. Zocchi.[9]
- Palazzo Giuseppe Montaldo, sito in corso Re Umberto angolo via Barrili, opera dell'architetto Paolino Napione.[10]
- Villino Turbiglio

## Altri servizi
- Politecnico di Torino, prestigioso comprensorio universitario multidipartimentale, inaugurato nel 1958 e ampliato sul retro intorno al 2001, in occasione della riqualificazione viaria della Spina Centrale
- Galleria civica d'arte moderna e contemporanea (GAM), in via Magenta 31, vicino al monumento a Vittorio Emanuele, sede di esposizione permanente dal 1959, chiusa nel 1987, ristrutturata profondamente e riaperta nel 1993
- Comprensorio religioso, didattico e sportivo dei Salesiani in via Piazzi
- Centro Congressi Unione Industriali Torino (via Vela 17), sezione territoriale piemontese di Confindustria.
- Teatro Gioiello di via Colombo, la cui struttura originaria risale al 1913

## Sport
Il quartiere Crocetta ospita una squadra di calcio che milita in terza categoria, i cui campi da gioco sono vicini alla chiesa della Crocetta.

## Progetti futuri
Secondo il progetto recentemente approvato dalla Regione Piemonte, il quartiere Crocetta sarà interessato dai lavori della metropolitana linea 2, il cui secondo lotto prevede la realizzazione delle fermate Caboto, Politecnico, Stati Uniti e Porta Nuova.